# Glinnik (województwo lubelskie)
Glinnik – wieś w Polsce położona w województwie lubelskim, w powiecie lubartowskim, w gminie Abramów.
W drugiej połowie XVI wieku ta wieś szlachecka położona była w powiecie lubelskim województwa lubelskiego. W latach 1975–1998 miejscowość administracyjnie należała do ówczesnego województwa lubelskiego.
Wieś stanowi sołectwo gminy Abramów. Według Narodowego Spisu Powszechnego Ludności i Mieszkań (III 2011 r.) wieś miała 433 mieszkańców. 

## Urodzeni w Glinniku
- Stanisław Koziej (ur. 8 lipca 1943) – generał brygady, były szef Biura Bezpieczeństwa Narodowego.